# Leonardo Spinazzola
Leonardo Spinazzola, né le 25 mars 1993 à Foligno (Italie), est un footballeur international italien, qui évolue au poste de latéral gauche ou milieu de terrain au SSC Naples.
Après sa formation à Sienne, il est recruté par la Juventus en 2010 où il termine sa formation. Il débuter ensuite une série de prêts en Serie B. D'abord à l'Empoli FC et Lanciano lors des deux moitiés de la saison 2012-2013 où il joue peu. L’exercice suivant, la vieille dame le renvoie à son club formateur qui évolue en Serie B, où Spinazzola est titulaire.
L’été 2014, il retourne à la Juventus à la suite de la faillite de Sienne et est redirigé, toujours sous forme de prêt, vers l’Atalanta Bergame. Pour une première expérience en Serie A, le joueur joue peu. Il connaît deux nouveaux envois en deuxième division à Vicenza et Pérouse où il s’impose, avant d'être re-prêté à Bergame. Le défenseur s'impose en Serie A et devient international italien, au point que la Juve veuille le récupérer au milieu de ses deux années de prêt. Les Bianconeri le retrouve finalement pour faire la saison 2018-2019 dans le Piémont. Il part ensuite à la Roma où il s'impose.

## Biographie

### Enfance et formation
Leonardo Spinazzola voit le jour à Foligno, dans la province de Pérouse.
Après sa formation à Sienne, à l'été 2010, Leonardo Spinazzola est recruté par la Juventus FC pour 400 000 €. Le joueur passe deux saisons en primavera .

### Prêts en Serie B
Le natif de Foligno connaît ensuite six clubs en quatre ans entre 2012 et 2016, toujours sous forme de prêts en Serie B.
Spinazzola est d'abord envoyé à l’Empoli FC puis à Lanciano, à cheval lors des deux moitiés de la saison 2012-2013, où il joue peu à chaque fois.

L’exercice suivant, la vieille dame le renvoie à son club formateur qui évolue en Serie B, cette fois Spinazzola est titulaire chez l'AC Sienne et dispute une vingtaine de matchs. 

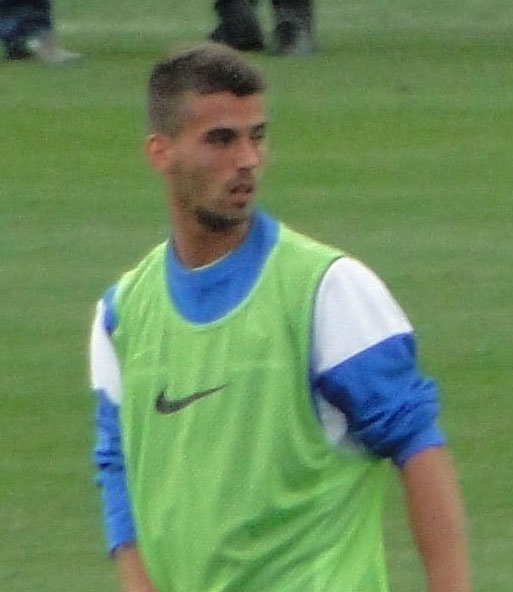
Spinazzola lors de son 1er passage à l'Atalanta en 2014.

L’été 2014, Spinazzola retourne à la Juventus à la suite de la faillite de Siena. Il est directement redirigé sous forme de prêt vers l’Atalanta Bergame, pour une première expérience en Serie A. Il débute avec la Dea en coupe et inscrit son premier but lors de ce match contre Pisa. En fin de saison, Spinazzola rentre à la Juventus et file à Vicenza après n’avoir disputé qu’une seule rencontre lors de son passage à l’Atalanta.

### Révélation puis international à l'Atalanta Bergame
Pour la saison 2016-2017, Spinazzola fait son retour à l'Atalanta Bergame, prêté deux saisons par la Juventus. Après une première saison pleine, les Bianconeri se manifestent pour anticiper le retour du nouvel international italien de vingt-quatre ans. Malgré le souhait du joueur de rentrer à Turin, l'Atalanta bloque le mouvement et il resterà Bergame pour la saison 2017-2018.
En mai 2018, Spinazzola est victime victime d'une rupture des ligaments croisés.
Acheté par le club neuf ans plus tôt, Leonardo dispute son premier match avec la Juventus FC le 12 janvier 2019 chez le Bologne FC, lors des huitièmes de finale de la Coupe d'Italie 2018-2019, titulaire au poste de défenseur latéral gauche (victoire 0-2). Le 21 janvier, il débute en Serie A sous le maillot Bianconeri contre le Chievo, remplaçant Federico Bernardeschi à la 86e minute (victoire 3-0). Il est titulaire le 2 février lors du match nul 3-3 contre Parme, et encore un mois plus tard pour la victoire 4-1 contre Udinese. Il est titularisé pour son premier match de Ligue des champions de l'UEFA le 12 mars 2019 pour le match retour des huitièmes de finales contre l'Atletico Madrid, remplaçant Alex Sandro. Lors du match retour, il réalise une prestation remarquée (3-0), avant d'être remplacé à la 67e minute par Paulo Dybala.

### Confirmation à la Roma
Le 1er juillet 2019, lors du mercato estival, Leonardo s'engage avec l'AS Rome jusqu'en 2023, pour une somme de 29.5M €. En échange, les Romains cèdent Luca Pellegrini à la Juve contre un chèque de 22M €. Spinazzola signe un contrat de cinq ans avec la Roma et une échéance au terme de la saison 2024.
Lors de la saison 2020-2021, Spinazzola subit quatre soucis musculaires pour 17 matches manqués. Fin mai 2021, le latéral est nommé parmi les 23 meilleurs joueurs de la Ligue Europa terminée en demi-finale pour les Romains. Malgré des résultats collectifs en dents de scie, le latéral est l'une des satisfactions de l'ère Fonseca avec ses deux buts et huit passes décisives en 39 rencontres toutes compétitions confondues.
Après un début d'Euro 2020 (jouée en 2021) réussi, son nom est annoncé dans plusieurs grands clubs européens (Paris SG, Real Madrid). Mais sa rupture du tendon d’Achille pendant la compétition internationale, impliquant une absence de plusieurs mois, remet son départ en question.

### Nouveau défi au SSC Napoli
Le 10 juillet 2024, il s'engage avec le SSC Napoli en Serie A librement après sa fin de contrat avec l'AS Roma pour une durée de deux ans minimum.

### Carrière en sélection
En 2012, Leonardo est appelé par l'entraîneur des moins de 20 ans, Luigi Di Biagio, pour disputer une série de matchs amicaux. Spinazzola joue son premier match avec la sélection des moins de 20 ans le 5 septembre 2012 face à la Turquie après avoir remplacé Giammario Piscitella (en) à la 68e minute de jeu (match nul 2-2 au Stade Armando-Picchi).
Il joue son premier match en équipe d'Italie le 28 mars 2017, en amical contre les Pays-Bas, après avoir remplacé Davide Zappacosta à la 62e minute de jeu (victoire 1-2 à l'Amsterdam ArenA).
À 28 ans, Leonardo est sélectionné par Roberto Mancini pour son premier tournoi majeur et l'Euro 2020, joué à l'été 2021. Titulaire dans le couloir gauche de la défense italienne, en concurrence avec Emerson Palmieri, Spinazzola se fait remarquer par ses prestations abouties et son activité sur son aile. Lors des deux premiers matchs, le joueur de la Roma joue de manière offensive dans son couloir. Dans le match d'ouverture, il prend le dessus sur Celik face à la Turquie, sa frappe repoussée offre le second but italien à Immobile et il est élu homme du match par l'UEFA. Face à la Suisse aussi, sa percussion a fait des différences (3-0). En huitième de finale, Spinazzola décroche son deuxième trophée de meilleur joueur du match, notamment grâce à une nouvelle passe décisive sur l'ouverture du score contre l’Autriche (2-1 ap),. Élu deux fois homme du match sur les quatre premières rencontres, il participe au bon parcours de la formation italienne et fait partie des deux joueurs les plus rapides des 44 premiers matches de l’Euro, flashé à 33,8 km/h selon l’UEFA. Lors du quart-de-finale face à la Belgique (victoire 2-1), il se blesse seul à la jambe gauche sur un sprint à la 79e minute et est sorti en pleurs sur civière par les soigneurs. Les examens révèlent une rupture du tendon d'Achille, l'éloignant des terrains pour plusieurs mois.

## Style de jeu
Ambidextre et formé au poste d'ailier droit, Leonardo Spinazzola est un joueur polyvalent pouvant évoluer des deux côtés de la défense. Il est rapidement perçu comme un élément talentueux, polyvalent, explosif et capable de produire des efforts tout au long des 90 minutes. Mais ses nombreuses blessures gâchent son début de carrière.
Avant l'Euro 2020, le sélectionneur italien Roberto Mancini déclare « Il est tellement fort et explosif qu'il peut jouer dans une défense à cinq ou à quatre. Il n'a aucun problème pour s'adapter. L'important, c'est qu'il soit bien ».

## Statistiques

### En club
| Saison                | Club                    | Championnat           | Championnat | Championnat | Championnat | Coupe(s) nationale(s) | Coupe(s) nationale(s) | Coupe(s) nationale(s) | Compétition(s) continentale(s) | Compétition(s) continentale(s) | Compétition(s) continentale(s) | Compétition(s) continentale(s) | Total | Total | Total |
| Saison                | Club                    | Division              | M.          | B.          | P.d.        | M.                    | B.                    | P.d.                  | Comp.                          | M.                             | B.                             | P.d.                           | M.    | B.    | P.d.  |
| 2012-2013             | Empoli FC (prêt)        | Serie B               | 7           | 1           | 1           | 1                     | 0                     | 0                     | -                              | -                              | -                              | -                              | 8     | 1     | 1     |
| 2012-2013             | Virtus Lanciano (prêt)  | Serie B               | 3           | 0           | 0           | -                     | -                     | -                     | -                              | -                              | -                              | -                              | 3     | 0     | 0     |
| 2013-2014             | AC Sienne (prêt)        | Serie B               | 24          | 1           | 3           | 2                     | 0                     | 1                     | -                              | -                              | -                              | -                              | 26    | 1     | 4     |
| 2014-2015             | Atalanta Bergame (prêt) | Serie A               | 2           | 0           | 0           | 3                     | 1                     | 0                     | -                              | -                              | -                              | -                              | 5     | 1     | 0     |
| 2014-2015             | Vicenza Calcio (prêt)   | Serie B               | 10          | 0           | 0           | -                     | -                     | -                     | -                              | -                              | -                              | -                              | 10    | 0     | 0     |
| 2015-2016             | Pérouse Calcio (prêt)   | Serie B               | 34          | 0           | 1           | 2                     | 0                     | 0                     | -                              | -                              | -                              | -                              | 36    | 0     | 1     |
| 2016-2017             | Atalanta Bergame (prêt) | Serie A               | 30          | 0           | 5           | 2                     | 0                     | 0                     | -                              | -                              | -                              | -                              | 32    | 0     | 5     |
| 2017-2018             | Atalanta Bergame (prêt) | Serie A               | 18          | 0           | 2           | 1                     | 0                     | 0                     | C3                             | 6                              | 0                              | 2                              | 25    | 0     | 4     |
| Sous-total            | Sous-total              | Sous-total            | 48          | 0           | 7           | 3                     | 0                     | 0                     | -                              | 6                              | 0                              | 2                              | 57    | 0     | 9     |
| 2018-2019             | Juventus FC             | Serie A               | 10          | 0           | 1           | 1                     | 0                     | 0                     | C1                             | 1                              | 0                              | 0                              | 12    | 0     | 1     |
| 2019-2020             | AS Rome                 | Serie A               | 24          | 1           | 2           | 0                     | 0                     | 0                     | C3                             | 8                              | 1                              | 0                              | 32    | 2     | 2     |
| 2020-2021             | AS Rome                 | Serie A               | 27          | 2           | 4           | 1                     | 0                     | 0                     | C3                             | 11                             | 0                              | 3                              | 39    | 2     | 7     |
| 2021-2022             | AS Rome                 | Serie A               | 3           | 0           | 0           | -                     | -                     | -                     | C4                             | 1                              | 0                              | 0                              | 4     | 0     | 0     |
| 2022-2023             | AS Rome                 | Serie A               | 26          | 1           | 4           | 1                     | 0                     | 0                     | C3                             | 13                             | 1                              | 1                              | 40    | 2     | 5     |
| 2023-2024             | AS Rome                 | Serie A               | 24          | 1           | 2           | 2                     | 0                     | 0                     | C3                             | 10                             | 0                              | 1                              | 36    | 1     | 3     |
| Sous-total            | Sous-total              | Sous-total            | 104         | 5           | 12          | 4                     | 0                     | 0                     | -                              | 43                             | 2                              | 5                              | 151   | 7     | 17    |
| 2024-2025             | SSC Naples              | Serie A               | 27          | 1           | 1           | 3                     | 0                     | 0                     | -                              | -                              | -                              | -                              | 30    | 1     | 1     |
| Total sur la carrière | Total sur la carrière   | Total sur la carrière | 269         | 8           | 26          | 19                    | 1                     | 1                     | -                              | 50                             | 2                              | 7                              | 338   | 11    | 34    |

### En équipe nationale
| Saison                | Sélection             | Phases finales             | Phases finales | Phases finales | Phases finales | Éliminatoires CDM | Éliminatoires CDM | Éliminatoires CDM | Éliminatoires EURO | Éliminatoires EURO | Éliminatoires EURO | Ligue Nations UEFA | Ligue Nations UEFA | Ligue Nations UEFA | Matchs amicaux | Matchs amicaux | Matchs amicaux | Total | Total | Total |
| Saison                | Sélection             | Compétition                | M              | B              | Pd             | M                 | B                 | Pd                | M                  | B                  | Pd                 | M                  | B                  | Pd                 | M              | B              | Pd             | M     | B     | Pd    |
| --------------------- | --------------------- | -------------------------- | -------------- | -------------- | -------------- | ----------------- | ----------------- | ----------------- | ------------------ | ------------------ | ------------------ | ------------------ | ------------------ | ------------------ | -------------- | -------------- | -------------- | ----- | ----- | ----- |
| 2016-2017             | Italie                | -                          | -              | -              | -              | 1                 | 0                 | 2                 | -                  | -                  | -                  | -                  | -                  | -                  | 2              | 0              | 0              | 3     | 0     | 2     |
| 2017-2018             | Italie                | -                          | -              | -              | -              | 2                 | 0                 | 1                 | -                  | -                  | -                  | -                  | -                  | -                  | 0              | 0              | 0              | 2     | 0     | 1     |
| 2018-2019             | Italie                | -                          | -              | -              | -              | -                 | -                 | -                 | 2                  | 0                  | 1                  | -                  | -                  | -                  | -              | -              | -              | 2     | 0     | 1     |
| 2019-2020             | Italie                | -                          | -              | -              | -              | -                 | -                 | -                 | 1                  | 0                  | 0                  | -                  | -                  | -                  | -              | -              | -              | 1     | 0     | 0     |
| 2020-2021             | Italie                | Euro 2020                  | 4              | 0              | 1              | 3                 | 0                 | 0                 | -                  | -                  | -                  | 2                  | 0                  | 0                  | 1              | 0              | 0              | 10    | 0     | 1     |
| 2021-2022             | Italie                | Finalissima                | 1              | 0              | 0              | -                 | -                 | -                 | -                  | -                  | -                  | 2                  | 0                  | 1                  | -              | -              | -              | 3     | 0     | 1     |
| 2022-2023             | Italie                | Nations League Finals 2023 | 2              | 0              | 0              | -                 | -                 | -                 | 1                  | 0                  | 0                  | -                  | -                  | -                  | -              | -              | -              | 3     | 0     | 0     |
| Total sur la carrière | Total sur la carrière | Total sur la carrière      | 7              | 0              | 1              | 6                 | 0                 | 3                 | 4                  | 0                  | 1                  | 4                  | 0                  | 1                  | 3              | 0              | 0              | 24    | 0     | 6     |

### Sélections en équipe nationale
| #  | Date             | Lieu      | Adversaire      | Score | Compétition                            | Note  |
| -- | ---------------- | --------- | --------------- | ----- | -------------------------------------- | ----- |
| 1  | 28 mars 2017     | Amsterdam | Pays-Bas        | 1-2   | Match amical                           | 62e   |
| 2  | 7 juin 2017      | Nice      | Uruguay         | 3-0   | Match amical                           |       |
| 3  | 11 juin 2017     | Udine     | Liechtenstein   | 5-0   | qualif. Mondial 2018                   |       |
| 4  | 2 septembre 2017 | Madrid    | Espagne         | 3-0   | qualif. Mondial 2018                   |       |
| 5  | 9 octobre 2017   | Scutari   | Albanie         | 0-1   | qualif. Mondial 2018                   |       |
| 6  | 23 mars 2019     | Udine     | Finlande        | 2-0   | qualif. Euro 2020                      | 90+1e |
| 7  | 26 mars 2019     | Parme     | Liechtenstein   | 6-0   | qualif. Euro 2020                      |       |
| 8  | 12 octobre 2019  | Rome      | Grèce           | 2-0   | qualif. Euro 2020                      |       |
| 9  | 7 septembre 2020 | Amsterdam | Pays-Bas        | 0-1   | Ligue des nations 2020-2021 - 1er tour |       |
| 10 | 14 octobre 2020  | Bergame   | Pays-Bas        | 1-1   | Ligue des nations 2020-2021 - 1er tour |       |
| 11 | 25 mars 2021     | Parme     | Irlande du Nord | 2-0   | qualif. Mondial 2022                   | 75e   |
| 12 | 28 mars 2021     | Sofia     | Bulgarie        | 0-2   | qualif. Mondial 2022                   |       |
| 13 | 31 mars 2021     | Vilnius   | Lituanie        | 0-2   | qualif. Mondial 2022                   | 55e   |
| 14 | 4 juin 2021      | Bologne   | Tchéquie        | 4-0   | Match amical                           | 63e   |
| 15 | 11 juin 2021     | Rome      | Turquie         | 0-3   | Euro 2020 - 1er tour                   |       |
| 16 | 16 juin 2021     | Rome      | Suisse          | 3-0   | Euro 2020 - 1er tour                   |       |
| 17 | 26 juin 2021     | Londres   | Autriche        | 2-1ap | Euro 2020 - 8e de finale               |       |
| 18 | 2 juillet 2021   | Munich    | Belgique        | 1-2   | Euro 2020 - quart de finale            | 79e   |

## Palmarès

### En club
| Juventus FC - Serie A : - Champion : 2019 AS Rome - Ligue Europa Conférence : - Vainqueur : 2022 - Ligue Europa : - Finaliste : 2023 SSC Napoli - Serie A : - Champion : 2025 |

### En sélection
Italie
- Championnat d'Europe :
  - Vainqueur : 2020

- Coupe des champions CONMEBOL–UEFA

- - Finaliste : 2022

### Individuel
- Membre de l'équipe de la saison de la Ligue Europa 2020-2021[14]
- Membre de l'équipe de l’UEFA Euro 2020